# Stade Keith Harris
Le Stade Keith Harris, aussi nommé le Parc MNP pour des raisons de sponsorisation, est un stade multifonction situé à l'Université Carleton au Canada (dans la province de l'Ontario).
Il est le domicile des équipes de soccer, de football canadien et de rugby à XV des Ravens de Carleton, le programme sportif universitaire représentant l'Université Carleton. Pendant les premiers mois de 2014, le stade était aussi le domicile du Fury d'Ottawa avant que la franchise déménage au Stade TD Place.
Le stade porte le nom de Keith Harris, un ancien directeur du sport universitaire de l'Université Carleton pendant 35 ans.